# Trilha Histórica Nacional de Selma a Montgomery
A Trilha Histórica Nacional de Selma a Montgomery (em inglês:  Selma to Montgomery National Historic Trail) é uma Trilha Histórica Nacional de 87 quilômetros situada no Alabama. Ela comemora e marca a jornada dos participantes das marchas de Selma a Montgomery de 1965 em apoio à Lei dos Direitos de Voto.

## História
A Marcha de Selma a Montgomery ocorreu de 21 a 25 de março de 1965 e foi liderada pelo Dr Martin Luther King. Esta marcha foi o ponto alto de várias semanas de atividade, durante as quais os manifestantes tentaram marchar em duas ocasiões. Eles foram parados em ambas as ocasiões, uma delas violentamente, pela polícia. Aproximadamente 25.000 pessoas se juntaram à marcha e ela se tornou um evento marcante no Movimento pelos Direitos Civis, levando diretamente à aprovação da Lei dos direitos de voto de 1965. A marcha chamou a atenção do público para as injustiças enfrentadas pelos afro-americanos na votação.
Em 1996, foi designada como Trilha Histórica Nacional em um ato proposto pelo presidente Bill Clinton e aprovado pelo Congresso, para ser preservada pelo Serviço Nacional de Parques.
Em março de 2005, uma reconstituição da marcha ocorreu para comemorar seu 40º aniversário. Este aniversário levou à criação de uma caminhada pedestre ao redor de Selma.
Em 2015, a Trilha de Conexão de Marion a Selma foi designada para conectar a Trilha Histórica Nacional de Selma a Montgomery com o local do assassinato de Jimmie Lee Jackson.
A Lei de Dotações Consolidadas de 2022 instruiu o Serviço Nacional de Parques a estudar possíveis adições à trilha e se ela deveria se tornar uma unidade do Sistema Nacional de Parques.

## Rota

Mapa da Trilha Histórica

A Trilha Histórica Nacional de Selma a Montgomery é a mais curta das trilhas históricas nacionais, com 54 milhas.
A Trilha Histórica Nacional começa na Igreja Monte Sião em Marion. As placas de rota levam as pessoas de Marion a Selma, onde há um centro interpretativo sobre a trilha. Depois de visitar o centro, a trilha continua até a ponte Edmund Pettus. A trilha segue pela U.S. Route 80 até White Hall, onde fica o Centro Interpretativo Lownes. A trilha segue pela US Highway 80 até chegar à capital do estado, Montgomery.
Os marcadores ao longo da rota indicam os locais onde os manifestantes acamparam, bem como outros momentos históricos da marcha, como o assassinato de Viola Liuzzo ou o local no distrito histórico de St Jude, onde os músicos Harry Belafonte, Tony Bennett e Peter, Paul & Mary se apresentaram para os manifestantes.
Além de ser uma Trilha Histórica Nacional, a rota também é designada como National Scenic Byway (Estrada Cênica Nacional).

### Dirigindo

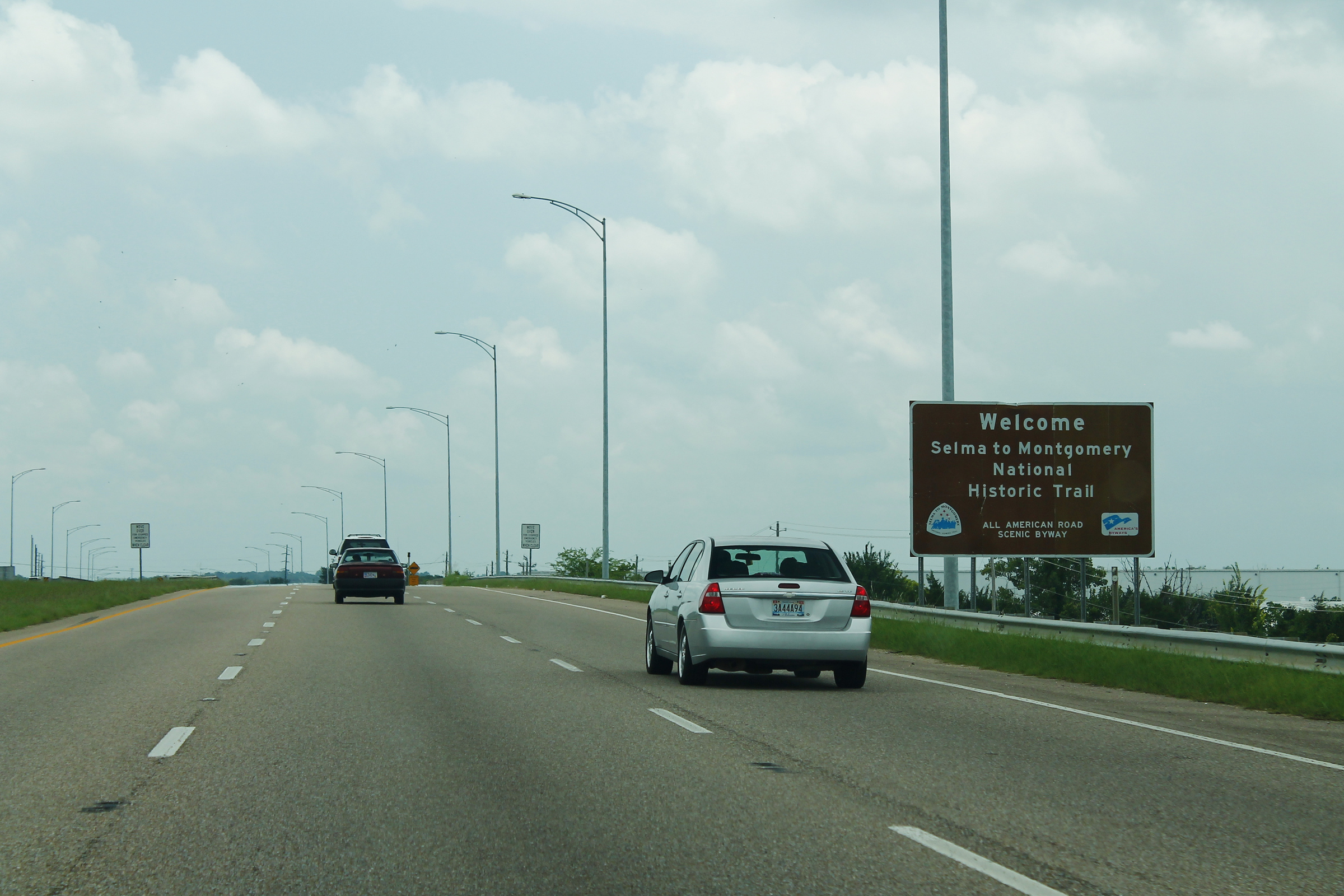
Placa de sinalização na U.S. Route 80 marcando a Trilha Histórica Nacional de Selma a Montgomery

Assim como outras trilhas históricas nacionais, o Serviço de Parques Nacionais recomenda que as pessoas que desejam seguir a rota dirijam.

### Caminhada
A Trilha Histórica Nacional de Selma a Montgomery não tem um caminho seguro designado para pedestres que desejam caminhar entre as duas cidades. A rodovia é movimentada com caminhões passando regularmente em alta velocidade.

### Ciclismo
Para comemorar os 55 anos das marchas de Selma a Montgomery, ciclistas de mais de 30 estados se reuniram em fevereiro de 2020 para percorrer a rota que os manifestantes percorreram. Mais de 600 ciclistas se juntaram ao grupo. Foi apenas a segunda vez que a rota foi percorrida como um ato comemorativo público - a primeira vez foi em 2015 para marcar o 50º aniversário da marcha.

## Recepção
A Rota Histórica Nacional de Selma a Montgomery é um dos locais criticados por não enfatizar o suficiente o papel das mulheres afro-americanas em sua rota e interpretação.